# جواو أوبالدو ريبيرو
جواو أوبالدو ريبيرو (بالإنجليزية: João Ubaldo Ribeiro)‏ (23 يناير 1941 في البرازيل - 18 يوليو 2014، ريو دي جانيرو في البرازيل)؛ كاتِب مُتخصِّص في أدب الأطفال، صحفي وروائي برازيلي. درس في الجامعة الاتحادية في باهيا.

## روابط خارجية
- جواو أوبالدو ريبيرو على موقع IMDb (الإنجليزية)
- جواو أوبالدو ريبيرو على موقع مونزينجر (الألمانية)
- جواو أوبالدو ريبيرو على موقع قاعدة بيانات الفيلم (الإنجليزية)